# عسل‌خوار گوش‌آتشی
عسل‌خوار گوش‌آتشی (نام علمی: Lichmera flavicans) نام یک گونه از تیره عسل‌خوار است.